# Felix Hartmann (Rechtswissenschaftler)
Felix Hartmann (* 1976 in Tübingen) ist ein deutscher Rechtswissenschaftler und Hochschullehrer an der Freien Universität Berlin.

## Leben
Ab 1996 studierte Hartmann Rechtswissenschaften an den Universitäten Tübingen und Fribourg. 2001 beendete er in Tübingen sein Studium mit dem Ablegen des Ersten Juristischen Staatsexamens. Anschließend leistete er am Oberlandesgericht Karlsruhe sein Referendariat ab, das er 2003 mit dem Zweiten Staatsexamen beendete. Bereits während seines Referendariats bis 2006 arbeitete Hartmann bei Günter Hager an der Universität Freiburg im Breisgau als wissenschaftlicher Mitarbeiter. 2007 erwarb Hartmann nach einem LL.M.-Studium an der Harvard Law School den Titel Master of Laws. Nach seiner Rückkehr nach Deutschland promovierte er 2007 bei Eduard Picker zum Dr. iur. Im Anschluss arbeitete er als Akademischer Rat auf Zeit bei Thomas Lobinger an der Universität Heidelberg. Dort schloss er 2012 seine Habilitation ab und erhielt die Venia legendi für die Fächer Bürgerliches Recht, deutsches und europäisches Arbeitsrecht, Handelsrecht und Rechtsvergleichung.
Von 2012 bis 2013 hatte Hartmann eine Juniorprofessur an der HU Berlin inne. Von 2013 bis 2014 war er Professor an der EBS Law School Wiesbaden. 2014 lehnte er einen Ruf der Universität Bochum ab und nahm gleichzeitig einen Ruf der Universität Hamburg auf den Lehrstuhl für Bürgerliches Recht, deutsches und europäisches Arbeitsrecht, Handelsrecht und Rechtsvergleichung an. Diesen Lehrstuhl hatte er bis zu seinem Wechsel an die Freie Universität Berlin 2016 inne, wo er seitdem den Lehrstuhl für Bürgerliches Recht und Arbeitsrecht innehat.
Hartmann ist verheiratet und Vater von zwei Töchtern.

## Veröffentlichungen (Auswahl)
- Der Anspruch auf das stellvertretende commodum. Mohr Siebeck, Tübingen 2008, ISBN 978-3-16-149468-0 (Dissertation).
- Negative Tarifvertragsfreiheit im deutschen und europäischen Arbeitsrecht. Mohr Siebeck, Tübingen 2014, ISBN 978-3-16-152539-1 (Habilitationsschrift).